# Janek Romero

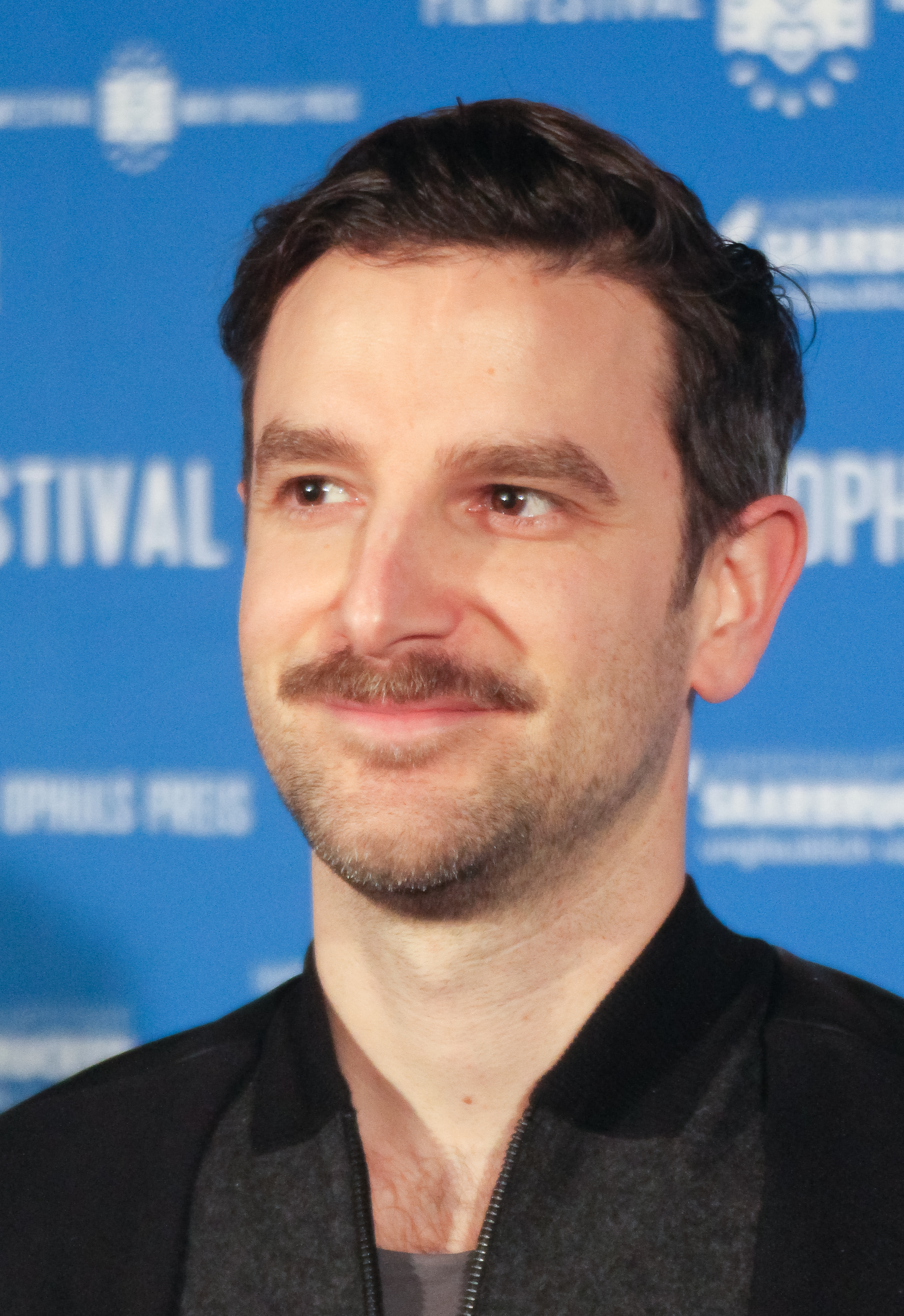
Janek Romero beim Max-Ophüls-Festival 2015

Janek Romero (* 1979 in Starnberg) ist ein deutscher Regisseur und Drehbuchautor.
Romero studierte von 2002 bis 2008 an der Filmakademie Baden-Württemberg. Seit 2008 ist er auch als Autor und Redakteur im deutschen Fernsehen tätig. 2015 lief sein Dokumentarfilm City of Sounds im Wettbewerb des 36. Filmfestivals Max Ophüls Preis.

## Filmografie (Auswahl)
- 2004: Fremd (Kurzfilm; Regie, Drehbuch)
- 2006: Die bessere Seite (Dokumentarfilm)
- 2008: Superhelden (Dokumentarfilm; Regie, Drehbuch)
- 2014: City of Sounds (Dokumentarfilm)
- 2022: Schickeria (Doku-Serie; Amazone Prime)

## Auszeichnungen
- 2005: Prädikat der Filmbewertungsstelle für Fremd
- 2005: 2. Preis beim 35. Internationalen Kurzfilmfestival in Bozen für Fremd
- 2011: Bester Dokumentarfilm beim International Film Festival Espinho für Superhelden